# Tinocallis dalbergicola
Tinocallis dalbergicola är en insektsart. Tinocallis dalbergicola ingår i släktet Tinocallis och familjen långrörsbladlöss. Inga underarter finns listade i Catalogue of Life.